# Гэн (фамилия)

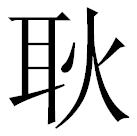

Гэн (耿 Ключ 128 , сыцзяо — 1918) — китайская клановая фамилия. Значение иероглифа — «светлый». Происхождение связано с княжеством Гэн эпохи Чуньцю, располагавшемся на территории нынешней провинции Шаньси.

## Известные Гэн
- Гэн Бяо (кит. 耿飚, 1909—2000) — китайский военный и политический деятель, министр обороны КНР в 1981—1983.
- Гэн Хуэйчан (р.1951) — китайский государственный деятель, министр государственной безопасности с 2007 года.
- Гэн Цзичжи (кит. 耿济之, 1898—1947) — писатель, переводчик произведений советских и русских писателей[1].